# Małgorzata Wojtaczka
Małgorzata Wojtaczka, née en 1965 à Wrocław, est une spéléologue et exploratrice polonaise. En 2017, elle devient la première femme polonaise à atteindre le pôle Sud, à pieds et en solitaire. Elle reçoit à ce titre le prix National Geographic Traveller 2018.

## Jeunesse et débuts en spéléologie
Originaire de Wrocław en Silésie, Małgorzata Wojtaczka naît en 1965. Au cours de ses études de biologie à l'université de Wrocław, elle adhère à la section spéléologique du club alpin local et commence à pratiquer dans le massif de Rudawy Janowickie (pl).
Au cours de dix-huit expéditions, elle explore notamment de nombreuses grottes situées dans le massif calcaire des Pics d'Europe, en Espagne. Elle atteint notamment le fond de la cavité la plus profonde connue, le Sistema del Hou de la Canal Parda, à 903 mètres de profondeur.

## Débuts d'expéditions polaires
Son compagnon Piotr Kuźniar, passionné de navigation à voile, explore pour sa part les mers australes et lui communique sa passion de l’Antarctique. Une activité commerciale émerge, avec l'organisation de croisières entre l'Amérique du Sud et l'Antarctique pour marins amateurs.
En parallèle, Małgorzata Wojtaczka explore aussi l'Arctique, et notamment l'archipel des Spitzberg et l'Islande en 2002. Son tropisme pour le pôle Sud s'accroît dans les années 1990 avec l'expédition de Marek Kamiński, premier Polonais à atteindre le point austral, ainsi que celle de Liv Arnesen, première femme à rejoindre cet objectif en solo.

## Expédition au pôle Sud
Małgorzata Wojtaczka s'entraîne à la survie en solitaire dans le froid en parcourant seule en hivernale le Hardangervidda norvégien. Fin 2016, après s'être soigneusement équipée, elle complète son entraînement dans les Andes, à proximité d'Ushuaïa. Le départ de son expédition proprement dite s'effectue sur Hercules Inlet (en), sur la barrière de Filchner-Ronne. Le trajet de 1 200 kilomètres franchit notamment la chaîne Transantarctique, et comporte un important dénivelé positif, le pôle Sud étant à l'altitude de 2 835 mètres,,.
L'itinéraire choisi par la marcheuse est le même qu'avait utilisé Liv Arnesen en 1994. Les détours que la Polonaise est contrainte de faire allongent ce parcours direct d'une centaine de kilomètres.
L'exploratrice tire derrière elle un traîneau pesant plus de cent kilogrammes, qui contient tout son équipement. Durant son trajet, et bien que celui-ci se soit effectué principalement durant l'été austral, la température atteint -45°C et de nombreuses chutes de neige compliquent l'avancée de l'exploratrice. Le vent est également de la partie, avec une vitesse moyenne de 60 à 70 kilomètres à l'heure et des rafales à 100 kilomètres à l'heure. Małgorzata Wojtaczka effectue les 39 derniers kilomètres de marche en une étape sans arrêt de 24 heures de parcours. Le 25 janvier 2017, elle atteint le pôle Sud après 69 jours de marche,, et à 51 ans. Le retour s'est effectué à bord d'un avion américain avec lequel un rendez-vous était convenu, puis d'un autre appareil à destination du Chili,.

## Autres expéditions
Małgorzata Wojtaczka manifeste son intérêt pour des expéditions au Mustang, au nord de la Kali Gandaki, et pour la Laponie finlandaise.

## Récompenses
En 2018, la National Geographic Society honore Małgorzata Wojtaczka du prix d'explorateur de l'année 2017.